# Rio Pacuí (vattendrag i Brasilien, Minas Gerais, lat -16,76, long -45,01)
Rio Pacuí är ett vattendrag i Brasilien.   Det ligger i delstaten Minas Gerais, i den sydöstra delen av landet, 300 km öster om huvudstaden Brasília.
Omgivningarna runt Rio Pacuí är huvudsakligen savann. Runt Rio Pacuí är det mycket glesbefolkat, med 3 invånare per kvadratkilometer.